# Omloop van het Houtland 1990
L'Omloop van het Houtland 1990, quarantaseiesima edizione della corsa, si svolse il 27 settembre 1990 su un percorso con partenza e arrivo a Lichtervelde. Fu vinto dal belga Johan Museeuw della Lotto-Superclub davanti ai suoi connazionali Patrick Verschueren e Patrick Hendrickx.

## Ordine d'arrivo (Top 10)
| Pos. | Corridore           | Squadra                           | Tempo |
| ---- | ------------------- | --------------------------------- | ----- |
| 1    | Johan Museeuw       | Lotto-Superclub                   |       |
| 2    | Patrick Verschueren | Lotto-Superclub                   |       |
| 3    | Patrick Hendrickx   | Isoglass-Garden Wood-Tonissteiner |       |
| 4    | Peter De Clercq     | Lotto-Superclub                   |       |
| 5    | Hendrik Redant      | Lotto-Superclub                   |       |
| 6    | Didier Priem        |                                   |       |
| 7    | Patrick Deneut      | Lotto-Superclub                   |       |
| 8    | Willy Willems       |                                   |       |
| 9    | Frank Francken      | Lotto-Superclub                   |       |
| 10   | Chris Scharmin      | La William-Saltos                 |       |